# فلايكا
الفلايكا، ومعناها بالتشيكية الراية، هي منظمة المعسكر الاشتراكي الوطني التشيكي (بالتشيكية: Český národně socialistický tábor)‏ كانت حركة سياسية تشيكية قومية صغيرة فاشية ومعادية للسامية، تعاونت في فترة الاحتلال الألماني مع النازيين، وحظرت وعوقب أعضاؤها بعد انتهاء الحرب.أأصدرت المنظمة ابتداء من عام 1928 صحيفة "فلايكا"، كان أول محرر لها ميلوش مايكسنر .

## تاريخ الفلايكا
نشطت منظمة فلايكا سياسيا في ثلاثينيات القرن العشرين في فترة الكساد الكبير، ولكنها تكتسب شعبية أبدًا حيث كانت هناك أحزاب فاشية أكثر رسوخا في تشيكوسلوفاكيا، مثل منظمة الرابطة الفاشية الوطنية (بالتشيكية: Národní obec fašistická, NOF)‏ التي تمكنت من الحصول على بعض المقاعد في البرلمان.
في فترة جمهورية تشيكوسلوفاكيا الثانية التي دامت بين أكتوبر 1938 ومارس 1936 بعد احتلال ألمانيا لإقليم السوديت، خططت المنظمة لهجمات بالقنابل ضد المنظمات اليهودية انتقاما مما وصفته بهيمنة اليهود المفترضة على الاقتصاد، واستعداد الحكومة للسماح لليهود بنقل ممتلكاتهم إلى الخارج، ونفذت التفجير الأول ضد الكنيس في هرادتس كرالوف في يناير 1939. استمرت هذه الهجمات حتى بعد الاحتلال الألماني في مارس 1939، حيث ظلت منظمة الفلايكا هامشية في محمية بوهيميا ومورافيا التي أسست تحت الاحتلال الألماني، فزاودت بأن السياسات المعادية لليهود لم تكن صارمة بما فيه الكفاية. وكان القتلى الوحيدون في هذه الهجمات هم المنفذون، حيث قتل اثنان بسبب التعامل غير الكفء مع المتفجرات، ولكن الأضرار التي لحقت بالممتلكات كانت كبيرة.
في فترة الاحتلال الألماني تعاونت المنظمة بصورة وثيقة مع مؤسسات الشرطة النازية، مثل الجستابو والشرطة الأمنية من أجل القضاء على الشيوعيين واليهود والأشخاص المرتبطين ارتباطا وثيقا بالمؤسسة التشيكوسلوفاكية السابقة، ولهذا السبب تسامح الألمان حتى عام 1942مع هذه وجود المنظمة ، على الرغم من أنه لم يكن هناك سوى منظمة سياسية تشيكية واحدة مسموح بها رسميا، وهي حزب الشراكة الوطنية. أصبحت الفلايكا غير مقبولة سياسيا بعد تعيين متعاون آخر هو إيمانويل مورافيك وزيرا للتعليم في حكومة المحمية في يناير 1942، إذ تعرض لانتقادات علنية وإدانة شديدة من قبل أعضاء الفلاجكا لكونه عضوا سابقا في الفيلق التشيكوسلوفاكي الذي انشق عن جيش النمسا-المجر في الحرب العالمية الأولى في الجبهة الروسية وقاتل الألمان، وضابطا في الجيش التشيكوسلوفاكي السابق وماسونيا مزعوما، وفي نهاية عام 1942 حلّت الفلايكا واعتقل بعض قادتها، وبينهم جان ريس روزيفاتش في معسكر الاعتقال داخاو كسجناء بامتيازات خاصة.
بعد حل المنظمة استمر جزء من أعضائها السابقين استمروا في التعاون مع الغستابو والشرطة الألمانية، وشكلوا قريب نهاية الحرب ما يسمى بجماعة سانت فينسيسلاوس التطوعية، وهي وحدة الفافن إس إس الوحيدة المكونة من متطوعين من العرق التشيكي (والتي مع ذلك لم تشارك أبدا في أي قتال).
عوقب قادة الفلايكا بعد الحرب بالسجن لمدد تراوحت بين 5 أعوام و20 عاما بموجب مرسوم بينيس رقم 16/1945 Coll، وسجن من أدين بعضويتها بمدد تصل إلى سنة واحدة بموجب المرسوم رقم 138/1945 Coll، كما أعدم أربعة من قادتها وعدد من الأعضاء ممن أدينوا بجرائم قتل او تسبب بمقتل مدنيين.